# 生島五三郎 (地家主)
生島 五三郎（いくしま ごさぶろう、旧名・竹五郎、1868年2月28日〈明治元年2月6日〉 - 1933年〈昭和8年〉3月18日）は、日本の資産家、兵庫県多額納税者、地主・家主。族籍は兵庫県平民。

## 経歴
大阪府人・辻元松五郎の弟。生島五郎兵衛の養兄である。先代生島みのの養子となり、家督を相続し前名・竹五郎を五三郎と改める。土地家屋経営、金融業、金銭貸付業を営む。

## 人物
「松屋」と称し、地家主である。住所は神戸栄町通、元町、武庫郡西灘村、灘区岩屋。

## 家族・親族
生島家
生島家は神戸市草分けの旧家で、俗に「生島金」と称される資産家の分家である。
- 妻・きと（1875年 - ?、兵庫、安国幸右衛門の長女[4][9]、安国幸左衛門の姉[7]）
- 長男・五三郎（1896年 - 1973年、前名・敏治[7]、検事[13]）
  - 同妻・博子（1903年 - ?、愛知、伊藤由太郎の二女）[9]
- 男・軍治[7]（1904年 - ?、地主[10]）
- 二女（1902年 - ?、芝川栄助の長男栄一の妻）[7]
- 三女（1903年 - ?、生島健兒の妻）[13]
- 四女、五女、六女[4]
- 養子・健兒（1899年 - ?、三和銀行員）[13]
- 孫[7]

親戚
- 生島五郎兵衛（兵庫県多額納税者、地主・家主）
- 伊藤由太郎（愛知県多額納税者、貴族院議員、農業）
- 安国幸左衛門（地主・家主、神戸市会議員）